# Naturschutzgebiet Buchhagen
Das Naturschutzgebiet Buchhagen mit 55,48 ha Flächengröße liegt nördlich von Neuenkleusheim im Kreis Olpe. Das Gebiet wurde 2020 mit dem Landschaftsplan Landschaftsplan Nr. 5 Rothaarvorhöhen zwischen Olpe und Altenhundem durch den Kreistag des Kreises Olpe als Naturschutzgebiet (NSG) ausgewiesen. Das NSG grenzt an die B 54 und die Landstraße 711, ferner an die Bebauung von Neuenkleusheim.

## Beschreibung
Das Schutzgebiet umfasst das Olpe-Seitental zwischen Stachelau und Neuenkleusheim, ferner Waldbereiche an den Hängen des Berges Buchhagens und den nördlich angrenzenden Talabschnitt. Am 467 m hohen Buchhagen stocken auf seiner Nord- und Westseite großflächige und strukturreiche Eichenmischwälder, die auf Niederwald zurückzuführen sind. Über 90 % der Bäume sind mehrstämmig wegen der früheren Niederwaldnutzung. Im Schutzgebiet liegen Meilerplatten, als Zeugnisse der historischen Köhlerei.
Das Olpe-Seitental selbst ist ein etwa 2 km langes, geschwungenes offenes Muldental. Das Grünlandtal wird von einem breiten, durchgängig von Ufergehölzen gesäumten Mittelgebirgsbach durchzogen. Das Grünland im Tal ist frisch bis vernässt mit Übergängen. Feuchte bis nasse Ausprägungen überwiegen im Grünland. Auch Brachflächen liegen im Tal. Im NSG liegen in vier Bereichen Fischteiche mit Freizeithütten.

## Schutzzweck
Laut Landschaftsplan erfolgte die Ausweisung:
- „zur Erhaltung, Entwicklung und Wiederherstellung von Feucht- und Nassgrünland und einem naturnahen Quellsumpf als bedeutsame Lebensräume für Tier- und Pflanzenarten,“
- „aus wissenschaftlichen und landeskundlichen Gründen, insbesondere zur Erhaltung der historischen Niederwaldrelikte und der Meilerplatten als Zeugnisse der historischen Köhlerei,“
- „wegen der Seltenheit, besonderen Eigenart und hervorragenden Schönheit des Gebietes,“
- „zur Sicherung als Kernfläche im Biotopverbund.“[1]

## Gebote
Für das NSG wurden sechs spezielle Gebote erlassen:
- „eine extensive landwirtschaftliche Nutzung der Grünlandstandorte (Mahd, Beweidung) zu gewährleisten,“
- „natürlicherweise vernässte Standorte zu erhalten und die Wiedervernässung auf entwässerten Standorten zu fördern,“
- „den Alt- und Totholzanteil zu erhalten und zu vermehren,“
- „Niederwald abschnittsweise auf den Stock setzen um die Artenvielfalt zu stärken und den kulturhistorischen Waldabschnitt zu erhalten,“
- „die Meilerplatten zu erhalten und im Rahmen von forstlichen Maßnahmen zu berücksichtigen,“
- „Nadelholzbestockung, welche Biotoptypen nach § 30 BNatSchG i. V. m. § 42 LNatSchG gefährden, oder nadelholzbestockte Flächen, die standörtlich günstige Bedingungen für die Entwicklung seltener Waldgesellschaften bieten, vorrangig in Laubholzbestände aus lebensraumtypischen Laubholzarten umzuwandeln (Festsetzung nach § 12 LNatSchG).“[1]